# One of Several Possible Musiks
One of Several Possible Music è un album del chitarrista statunitense Kerry Livgren, pubblicato nel 1989.

## Tracce
1. "Ancient Wing" - 4:12
2. "And I Saw, as It Were...Konelrad" - 4:53
3. "Colonnade Gardens" - 4:07
4. "In the Sides of the North" - 4:22
5. "Alenna in the Sun" - 4:16
6. "Tannin Danse" - 3:34
7. "The Far Country" - 3:43
8. "Diaspora" - 3:32
9. "A Fistful of Drachma" - 4:05
10. "Tenth of Nisan" - 4:45

## Musicisti
- Kerry Livgren, vari strumenti
- Zeke Lowe, batteria

## Produzione
- Glenn Meadows, masterizzazione